# بيرمين شفيغلر

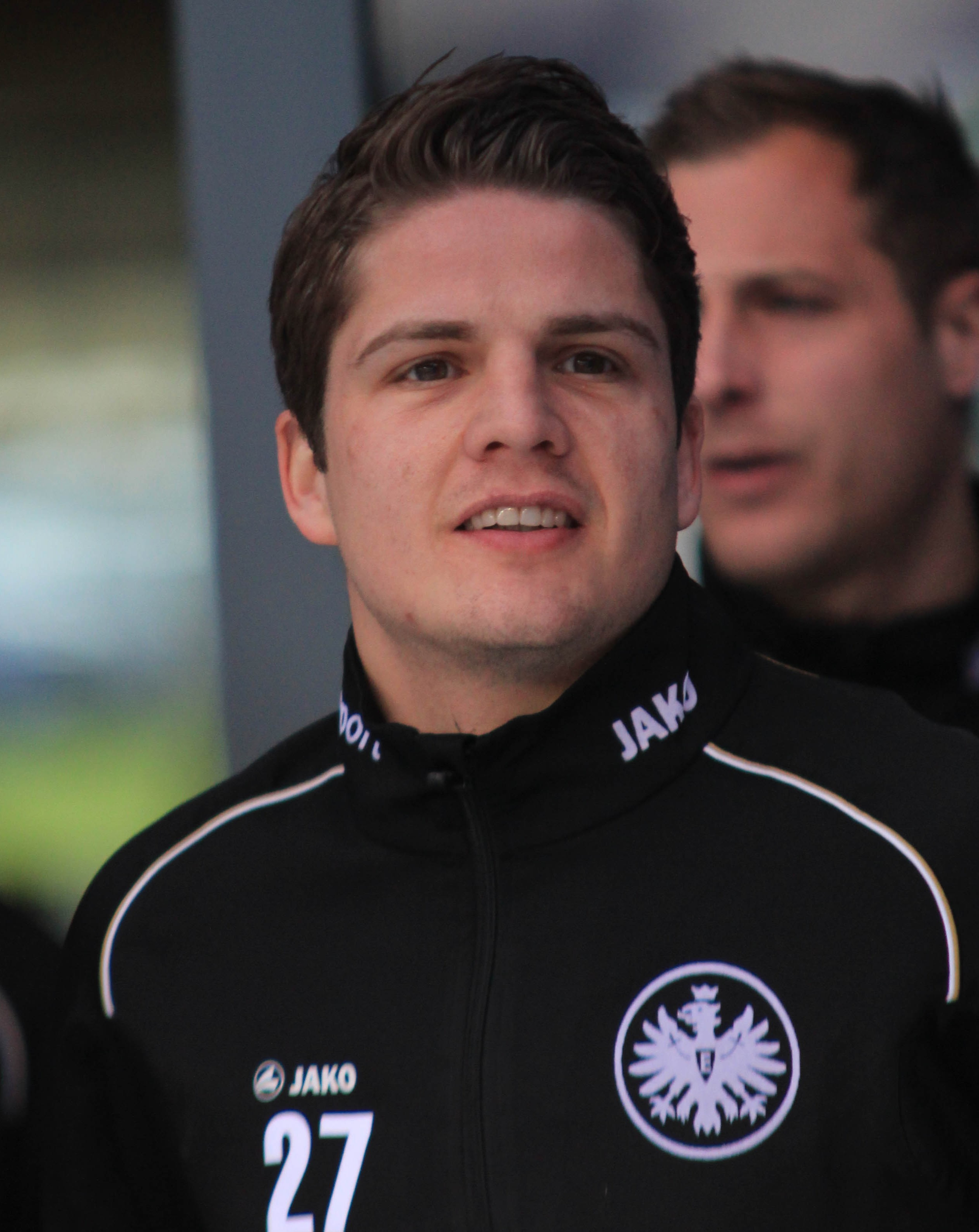

بيرمين تشفيغلر (مواليد 9 مارس 1987 في إتيسفيل - سويسرا) لاعب كرة قدم سويسري يلعب حاليا لصالح نادي الدرجة الأولى آينتراخت فرانكفورت الألماني منذ 2009 في مركز الوسط المحوري .

## روابط خارجية
- بيرمين شفيغلر على موقع الاتحاد الدولي (مؤرشف)  (الإنجليزية)
- بيرمين شفيغلر على موقع الاتحاد الأوربي (الإنجليزية)
- بيرمين شفيغلر على موقع قاعدة بيانات كرة القدم.إي يو (الإنجليزية)
- بيرمين شفيغلر على موقع بيانات كرة القدم. دي إي (الألمانية)
- بيرمين شفيغلر على موقع ناشيونال فوتبول تيمز (الإنجليزية)
- بيرمين شفيغلر على موقع Soccerway.com (الإنجليزية)
- بيرمين شفيغلر على موقع عالم كرة القدم.نت (الإنجليزية)
- بيرمين شفيغلر على موقع كووورة
- بيرمين شفيغلر على موقع AS.com (الإسبانية)